# 토이 스토리 오브 테러!
토이 스토리 오브 테러!(Toy Story of Terror!)는 토이 스토리 (시리즈) 프랜차이즈를 기반으로 픽사 애니메이션 스튜디오와 디즈니 텔레비전 애니메이션이 제작하고 월트 디즈니 픽처스가 출시한 미국 애니메이션 할로윈 TV 스페셜이다. 토이 스토리 3의 사건 이후를 배경으로 하며 2013년 10월 16일 미국 텔레비전 네트워크 ABC (미국의 방송사)에서 초연되었다. 앵거스 매클레인이 각본과 감독을 맡았고 갈린 서스만이 제작했으며 조앤 쿠삭, 톰 행크스, 팀 알렌, 돈 리클스, 월리스 숀, 티모시 달튼, 크리스틴 샬 등이 성우를 맡았다. 마이클 자키노가 스페셜 음악을 작곡했다. 영화의 사운드트랙은 2013년 10월 15일 아마존닷컴과 아이튠즈를 통해 디지털 형식으로 출시되었다.
이 스페셜은 도로 여행 중 장난감을 따라가며 타이어 펑크로 인해 보니와 그녀의 어머니가 길가 모텔에서 밤을 보내게 된다. 미스터 포테이토 헤드가 실종된 후, 다른 사람들은 그를 찾기 시작하지만, 그들은 큰 음모로 이어지는 신비한 일련의 사건에 휘말리게 된다.